# Maradék axiómarendszer
Az Eukleidész Elemek című művében közölt axiómarendszer az 5. posztulátumban fogalmazza meg a párhuzamosság euklideszi értelmezését. A maradék axiómarendszer ennek a posztulátumnak az elhagyásával olyan geometriát határoz meg, melyet Bolyai János nyomán abszolút geometriának nevezünk.
Eukleidész axiómarendszerét már a kortársak is bírálták. Mivel az eredeti axiómarendszert megreformálni kétezer év sem volt elég, komoly kutatásokra és az elvek tisztázására volt szükség. A teljes matematikai precizitásnak eleget tevő rendszereket csak a XIX. század végén sikerült megalkotni: Pasch (1882), Peano (1889, a természetes számok axiomatikája), Pieri (1899) és különösen Hilbert (1899, Grunlagen der Geometrie) voltak eredményesek. Ez utóbbi axiómarendszere a XX. század küszöbén korszakot záró és egyben korszakot nyitó alkotásnak tekinthető: a későbbi finomításoknak ez lett az etalonja.
A maradék axiómarendszert a modern értelmezés szerint úgy kapjuk, hogy a Hilbert-féle rendszerből annak párhuzamossági axiómáját elhagyjuk.